# Pachycephala vitiensis
Pachycephala vitiensis là một loài chim trong họ Pachycephalidae.
Đây là loài đặc hữu của Fiji (Kadavu, Gau và Lau phía nam quần đảo) và Solomons (phía Bắc và trung tâm các đảo Santa Cruz). Một số tác giả xem loài này là một phân loài của loài phân bố rộng rãi P. pectoralis hoặc được xem như là một loài riêng biệt, nhưng bằng chứng khoa học mạnh để chứng minh một trong hai quan điểm phân loại này hạn chế, và được bảo hành nghiên cứu thêm để giải quyết tình hình phân loại phức tạp. Hơn nữa, P. vitiensis thường bao gồm P. graeffii như là một phân loài.